# Ponte Neroniano

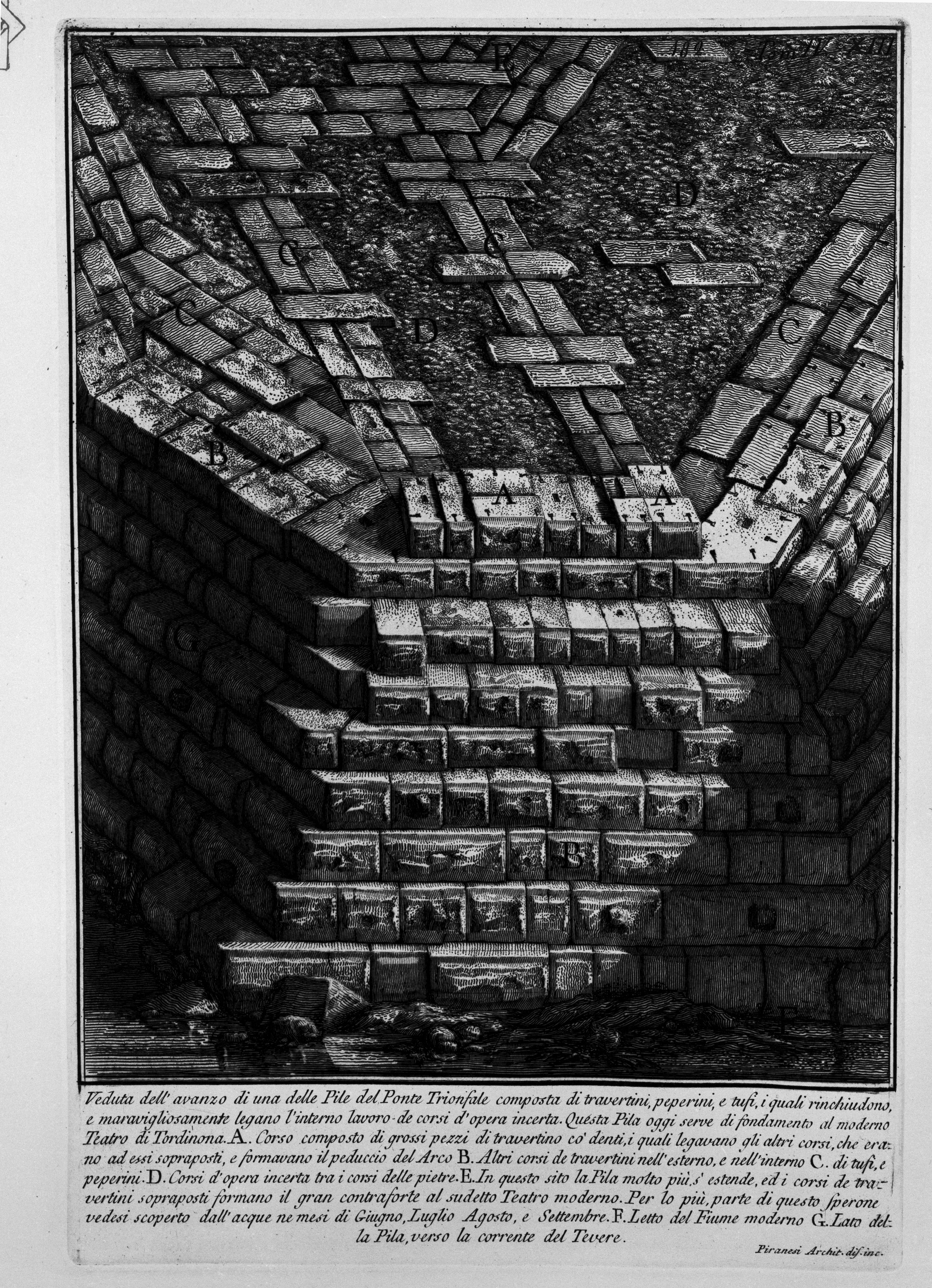
Veduta dell'avanzo di una delle pile del ponte Trionfale.

Il ponte Neroniano o ponte Trionfale a Roma, consentiva all'antica via Trionfale, asse della viabilità del Vaticano in epoca romana, di attraversare il fiume Tevere. Il ponte venne costruito sotto l'imperatore Nerone nel I secolo, per migliorare i collegamenti con le sue proprietà sulla riva destra del fiume (tra cui la villa della madre Agrippina). Si è discussa anche una sua possibile attribuzione a Caligola, che l'avrebbe costruito per dare accesso al suo circo.
Non si conosce l'epoca della distruzione e forse andò in disuso in occasione della costruzione delle mura aureliane, nelle quali sembra mancare una porta in corrispondenza del ponte, anche a causa della vicinanza del ponte Elio. Potrebbe tuttavia essere contato tra i tredici ponti menzionati da un'iscrizione del IV secolo. Non doveva più essere utilizzabile nel VI secolo ai tempi della guerra gotica.
Attualmente nei periodi di magra del fiume sono visibili i resti dei piloni, in prossimità dell'odierno ponte Vittorio. I resti in elevato dei piloni furono demoliti nel XIX secolo per facilitare la navigazione.